# NGC 475
NGC 475 est une vaste et lointaine galaxie lenticulaire (elliptique ?) située dans la constellation des Poissons. NGC 475 a été découverte par l'astronome allemand Albert Marth en 1784. Cette même galaxie a été observée par l'astronome français Guillaume Bigourdan en 12 octobre 1888 et elle a été inscrite à l'Index Catalogue sous la désignation IC 97.

## Caractéristiques
Sa vitesse par rapport au fond diffus cosmologique est de 15 782 ± 22 km/s, ce qui correspond à une distance de Hubble de 233 ± 16 Mpc (∼760 millions d'al).